# Blastocoel
Blastocoel, Blastozöl oder primäre Leibeshöhle bezeichnet  den flüssigkeitsgefüllten Hohlraum der Blastula. Das Blastocoel entsteht während der Ontogenese im Endstadium der Furchung. Im weiteren Verlauf der Ontogenese wird im Rahmen der Gastrulation (Keimblattbildung) das Blastocoel vom sich einstülpenden Entoderm (inneres Keimblatt) fast vollständig verdrängt. Der Hohlraum der Blastula ist nicht homolog zur Blastocystenhöhle einer Blastocyste.